# Sakra
Sakra es el gobernante del paraíso trāyastriṃśa de la cosmogonía budista.

## Etimología, nombres y transliteraciones
Su nombre completo es Śakra Devānām Indraḥ (en sánscrito) o Sakko Devānaṃ Indo (en pali), que significa ‘Shakra, Señor de los Devas’ 帝释 en chino simplificado - usando Dìshì).
- Śakra en letra AITS (alfabeto internacional de transliteración del sánscrito)
- Sakka en pali)

En los textos budistas, Śakra es un nombre propio y no un epíteto de esta deidad; además, Indra en sánscrito e Inda en pali son a veces usados como epítetos para Śakra como "señor". En la tradición china, es usualmente comparado con el emperador de Jade taoísta (Yùhuáng dàdì 玉皇大帝 simplificado en Yùhuáng como: 玉皇), llamado generalmente el Antiguo Señor del Cielo (Lǎotiān yé 老天爷) cuyo cumpleaños es celebrado en el noveno día del primer mes lunar del calendario chino (usualmente en febrero).

## Origen y desarrollo
El nombre aparece por primera vez en el Rigveda (el texto más antiguo de la India, de mediados del II milenio a. C.), como "el poderoso Śakra", un epíteto del dios védico Indra.
En los textos budistas (desde el siglo III a. C. en adelante), el mito y carácter del personaje Śakra son muy diferentes a aquellos de Indra. Según G. P. Malalasekara, "Sakka e Indra son dos personajes independientes. Ninguna de las características personales de Sakka se parecen a aquellas de Indra. Algunos epítetos son idénticos pero son evidentemente copiados, a pesar de que sean explicados de manera diferente".
El paraíso trāyastriṃśa  que Śakra gobierna es localizado en la cima del monte Meru, imaginado como el centro polar del mundo físico, alrededor del cual el Sol y la Luna orbitan. Trāyastriṃśa es el más alto de los paraísos que están en contacto directo con la Tierra. Como otras deidades de este paraíso, Śakra tiene una larga vida pero es mortal. Cuando Śakra muere, su lugar es tomado por otra deidad que se convierte en el nuevo Śakra. Los relatos budistas acerca de Śakra (pasado o presente) se encuentra en los relatos Jātaka y en diversos sutras, particularmente en el Saṃyutta-nikāya.
Śakra está casado con Sujā, hija del jefe de los asuras, Vema Chitrin (en pali "Vepacitti"). A pesar de esta relación, generalmente existe un estado de guerra entre los 33 devas y los asuras, el cual Śakra logra resolver con un mínimo de violencia y pérdidas de vidas.
Śakra es mencionado en muchos sutras budistas y es mostrado en varias ocasiones consultando a Buda Gautama en preguntas sobre moralidad. Junto a Brahmā, es considerado un dharmapala o protector en el budismo.